# Dreamland (album de Madeleine Peyroux)
Pour les articles homonymes, voir Dreamland.
Albums de Madeleine Peyroux
. / Careless Love
(2004)
Dreamland est le premier album de la chanteuse de jazz Madeleine Peyroux paru en 1996 sur le label Atlantic. Madeleine Peyroux est accompagnée par de nombreux musiciens de renom comme le trompettiste Marcus Printup, le saxophoniste James Carter ou encore les guitaristes Marc Ribot et Vernon Reid.

## Réception
Le critique et auteur de jazz Scott Yanow commente l'album sur AllMusic en soulignant la similitude parfois troublante de la voix de Madeleine Peyroux avec celle de Billie Holiday, qui s'exprime ici dans différents styles musicaux. Il conclut en écrivant que « c'est une parution très intéressante qui, malgré le caractère peu original de la voix de Madeleine Peyroux, est pleine de surprises»
. Il souligne quatre morceaux d'intérêt : "Walkin' After Midnight", "I'm Gonna Sit Right Down and Write Myself a Letter", "La Vie en Rose" et "Muddy Water".
L'auteur Christopher John Farley écrit dans le magazine Time qu'au-delà de la distribution, Madeleine Peyroux se révèle. Il indique qu'elle joue à la guitare « de façon incisive et avec habileté sur plusieurs titres et contribue à trois compositions de style pop qui fonctionnent bien à l'image de toiles vierges pour le clair-obscur de sa voix ».

## Titres
| N°  | Titre                                                | Compositeur                            | Durée |
| --- | ---------------------------------------------------- | -------------------------------------- | ----- |
| 1.  | Walkin' after Midnight                               | Alan Block, Don Hecht                  | 4:49  |
| 2.  | Hey Sweet Man                                        | Madeleine Peyroux                      | 4:03  |
| 3.  | I'm Gonna Sit Right Down (and Write Myself a Letter) | Fred E. Ahlert, Joe Young              | 3:43  |
| 4.  | (Getting Some) Fun out of Life                       | Joe Burke, Edgar Leslie                | 3:12  |
| 5.  | La Vie en Rose                                       | Mack David, Marcel Louiguy, Édith Piaf | 3:22  |
| 6.  | Always a Use                                         | Madeleine Peyroux                      | 2:42  |
| 7.  | A Prayer                                             | Euston Jones                           | 2:37  |
| 8.  | Muddy Water                                          | Peter DeRose, Harry Richman, Jo Trent  | 3:31  |
| 9.  | Was I?                                               | Chick Endor, Charlie Farrell           | 2:47  |
| 10. | Dreamland                                            | Madeleine Peyroux                      | 3:31  |
| 11. | Reckless Blues                                       | Jack Gee, Bessie Smith                 | 3:04  |
| 12. | Lovesick Blues                                       | Cliff Friend, Irving Mills             | 2:20  |

## Enregistrement
Les titres sont enregistrés aux studios RPM à New York à l'exception des trois morceaux 4, 8 et 11 enregistrés au Unique Studios (New York) par l'ingénieur Michael O'Reilly. Les morceaux sont arrangés par Greg Cohen, à l'exception des titres 4, 8 et 11.
| Musicien          | Instrument                                           | Titre           |  | Équipe technique          |                        |
| ----------------- | ---------------------------------------------------- | --------------- |  | ------------------------- | ---------------------- |
| Madeleine Peyroux | guitare, chant                                       | 1-12            |  | Yves Beauvais, Greg Cohen | producteur             |
| James Carter      | clarinette basse, saxophone ténor                    | 1, 3, 8         |  | Thomas Bricker            | direction artistique   |
| Marcus Printup    | trompette                                            | 2, 7            |  | Mike Krowiak              | ingénieur              |
| Regina Carter     | violon                                               | 5, 9            |  | Michael O'Reilly          | ingénieur, arrangement |
| Vernon Reid       | Guitare électrique                                   | 8               |  | Daniel Miller             | photographie           |
| Marc Ribot        | guitare acoustique, banjo, dobro, guitare électrique | 1-3, 5, 9-10    |  |                           |                        |
| Larry Saltzman    | guitare électrique                                   | 10              |  |                           |                        |
| Charlie Giordano  | Orgue, accordéon, harmonium, Clavecin, mellotron     | 1-3, 5, 7, 9-10 |  |                           |                        |
| Cyrus Chestnut    | piano                                                | 4, 8, 11        |  |                           |                        |
| Greg Cohen        | marimba, guitare basse                               | 1, 3, 7, 9-10   |  |                           |                        |
| Steve Kirby       | guitare basse                                        | 4, 8            |  |                           |                        |
| Leon Parker       | cymbales, batterie                                   | 4, 8            |  |                           |                        |
| Kenny Wollison    | percussions, cymbales, tambour                       | 3, 7, 9-10      |  |                           |                        |